# Theatre of Voices
Theatre of Voices (англ. букв. «театр голосов», «вокальный театр») — интернациональный камерный хор и камерный инструментальный ансамбль. Основан в 1990. С 2004 штаб-квартира ансамбля находится в Копенгагене.

## Краткая характеристика
Коллектив основан британским певцом и дирижёром Полом Хильером в США в 1990 году как вокальный ансамбль для исполнения музыки XX века. Первый концерт состоялся в 1992 году. Первоначально в ансамбль входили (помимо Хильера) лишь граждане США, но после переезда Хильера в Копенгаген в 2004 году состав расширился и стал интернациональным. Кроме того, в него вошла группа музыкантов-инструменталистов (обозначаемая как TOV Band).
Theatre of Voices изначально задумывался для исполнения музыки XX века. Сотрудничал со С. Райхом (мировая премьера «Proverb» в 1995), Дж. Адамсом (мировая премьера «El Niño» в 2000), А. Пяртом (несколько CD-альбомов, ряд сочинений — премьеры в аудиозаписи), Д. Лэнгом (мировая премьера сочинения «The Little Match Girl Passion» в 2007), К. Штокхаузеном (версия «Stimmung», 2008).
Наряду с современной музыкой Theatre of Voices исполняет музыку (преимущественно камерную) фактически любого исторического периода, в том числе, Средних веков (альбом «Гокет», 1997-98 и др.), Ренессанса (церковная музыка Лассо, 1996 и др.), барокко (альбом «Скандинавские кантаты» Д. Букстехуде, 2010), киномузыку («Прибытие» Йохана Йохансона).
Коллектив широко гастролировал в странах Европы и США (с 2003 неоднократно выступал в Карнеги-Холле), участвовал во многих международных музыкальных фестивалях, в том числе, Эдинбургском, Берлинском (2008), Би-Би-Си Промс (2008).
Пулитцеровская премия (2008). Премия «Грэмми» (2009).

## Дискография (выборка)
- 1994 О. Лассо. Страсти по Матфею. Пасхальная утреня (harmonia mundi)
- 1996 С. Райх. Proverb (Nonesuch Records)
- 1996 Т. Таллис. Ламентации. Мотеты (harmonia mundi)
- 1997 Monastic Song. Монодия XII века (harmonia mundi)
- 1997 А. Пярт. De profundis. Cantate Domino etc. (harmonia mundi)
- 1998 Hoquetus (harmonia mundi)
- 2000 (в ансамбле с др. исполнителями) Дж. Адамс. El Niño (Nonesuch Records)
- 2005 А. Пярт. Берлинская месса etc. (harmonia mundi)
- 2006 К. Штокхаузен. Stimmung (harmonia mundi)
- 2010 Д. Букстехуде. Скандинавские кантаты (Dacapo)
- 2010 (совместно с ансамблем Ars Nova Copenhagen) А. Пярт. Creator Spiritus (harmonia mundi)